# Refuge de Rosuel
Le refuge de Rosuel est un refuge de montagne situé aux portes du parc national de la Vanoise, à 1 556 m d'altitude. Accessible depuis Peisey-Nancroix, il se trouve à l'extrémité de la route départementale D87, après les Lanches.
Depuis ce point, démarre le sentier de grande randonnée GR5 pour les nombreuses excursions vers différents cols du massif de la Vanoise, en passant souvent en premier lieu par le lac de la Plagne, ou un chemin pastoral pour éventuellement rejoindre le fond de vallée de La Gurraz.